# Lepidochrysops bacchus
Lepidochrysops bacchus is een vlinder uit de familie van de Lycaenidae. De wetenschappelijke naam van de soort is voor het eerst geldig gepubliceerd in 1938 door Riley & Corbet.